# 梅尔勒-莱涅克
梅尔勒-莱涅克（法語：Merle-Leignec，法語發音：[mɛʁl lɛɲɛk]）是法国卢瓦尔省的一个市镇，属于蒙布里松区。该市镇由梅尔勒（Merle）、莱涅克（Leignec）等村庄组成。

## 地理
梅尔勒-莱涅克（45°22'29"N, 4°1'3"E）面积16.17 平方千米，位于法国奥弗涅-罗讷-阿尔卑斯大区卢瓦尔省，该省份为法国中南部省份，北起顺时针与索恩-卢瓦尔省、罗讷省、伊泽尔省、阿尔代什省、上盧瓦爾省、多姆山省和阿列省接壤。
与梅尔勒-莱涅克接壤的市镇（或旧市镇、城区）包括：布瓦塞、圣帕勒德沙朗孔、瓦尔普里瓦、阿皮纳克、埃斯蒂瓦雷耶、圣伊莱尔-屈松-拉瓦尔米特、圣尼济耶德福尔纳。

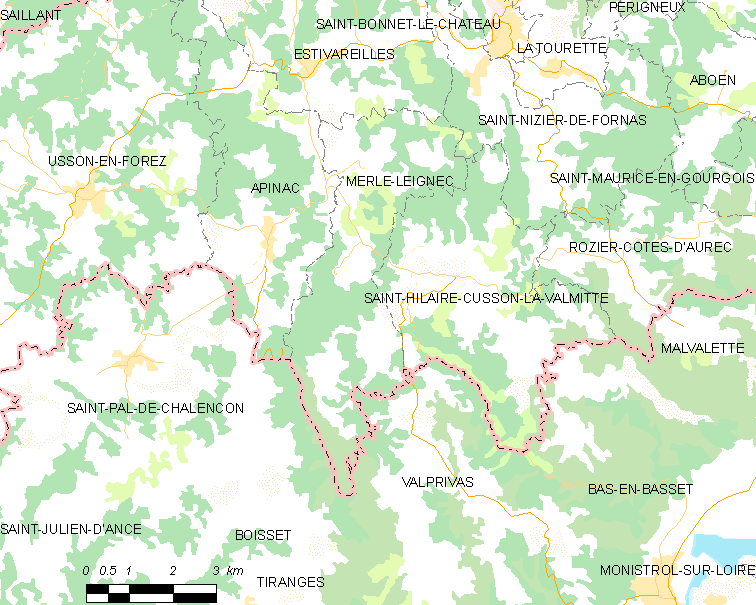
梅尔勒-莱涅克的OSM定位图

梅尔勒-莱涅克的时区为UTC+01:00、UTC+02:00（夏令时）。

## 行政
梅尔勒-莱涅克的邮政编码为42380，INSEE市镇编码为42142。

## 政治
梅尔勒-莱涅克所属的省级选区为圣瑞斯特-圣朗贝尔县。

## 人口

1962-2008年间梅尔勒-莱涅克人口变化图示

梅尔勒-莱涅克于2022年1月1日时的人口数量为326人。